# Crosby (North Dakota)
Crosby is een plaats (city) in de Amerikaanse staat North Dakota, en valt bestuurlijk gezien onder Divide County.

## Demografie
Bij de volkstelling in 2000 werd het aantal inwoners vastgesteld op 1089.
In 2006 is het aantal inwoners door het United States Census Bureau geschat op 991, een daling van 98 (-9,0%).

## Geografie
Volgens het United States Census Bureau beslaat de plaats een oppervlakte van
3,5 km², geheel bestaande uit land. Crosby ligt op ongeveer 598 m boven zeeniveau.

## Plaatsen in de nabije omgeving
De onderstaande figuur toont nabijgelegen plaatsen in een straal van 36 km rond Crosby.